# 李格非
李格非（？—1106年），字文叔，濟南歷下人。北宋文學家。

## 生平
幼時聰敏，專攻經學，熙寧九年（1076年）進士，曾任冀州（在今河北省）司戶參軍、試學官，以文章知遇於蘇軾，蘇門“後四學士”之一。绍圣二年（1095年）召为校书郎，任礼部员外郎、提点京东刑狱等职。崇宁元年（1102年）罢職。崇宁五年（1106年）病死。

## 家族
他是北宋政治家王珪的女婿，生有李清照、李迒。

## 著作
著有《禮記說》、《洛陽名園記》1卷、《咏洛城记》1卷、《史传辨志》5卷等，今存《洛陽名園記》1卷。

## 延伸阅读
[在维基数据编辑]
 在维基文库阅读此作者作品（ 在维基共享资源阅览影像）
 《宋史·卷444》，出自脱脱《宋史》